# David Abbott
David Abbott (* 11. Oktober 1938 in London; † 17. Mai 2014 ebenda)  war ein britischer Werbetexter und Manager im Bereich der Werbung.

## Leben
Abbott wuchs im Hammersmith im Südwesten Londons auf, wo sein Vater ein Eisenwarengeschäft in der Nähe der U-Bahn-Station Goldhawk Road leitete. Er besuchte nach einem Jahr in einem Internat die Southall Grammar School in London und erhielt ein Stipendium zum Studium des Fachs Geschichte am Merton College in Oxford. Das Studium brach er jedoch ab, nachdem sein Vater tödlich an Lungenkrebs erkrankt war. Seinen Beruf begann er als Werbetexter bei der Firma Kodak, bevor er zur Werbeagentur Mather & Crowther unter David Ogilvy wechselte. Seine nächste Anstellung fand er 1966 im Hauptquartier von DDB Worldwide in New York City. Von dort ging er nach drei Jahren als Managing Director der Londoner Niederlassung nach England zurück.
1971 machte sich Abbott selbständig als Mitbegründer der Agentur French Gold Abbott. Es folgte 1978 die Gründung der Agentur Abbott Mead Vickers (AMV), die unter anderem für Kunden wie Volvo, Sainsbury’s, Ikea, Civas Regal, The Economist, Yellow Pages und die Royal Society for the Prevention of Cruelty to Animals (RSPCA) arbeitete. 1991 beteiligte sich die New Yorker Agentur BBDO an AMV. Seit dieser Zeit nennt sich die Agentur Abbott Mead Vickers BBDO. Sie ist eine der größten Agenturen der Welt mit Vertretungen in 80 Ländern. Die Agentur zeichnet sich unter anderem dadurch aus, dass sie keine Werbeaufträge für Spielzeug oder Tabakwaren annimmt. Abbott schied 1998 als Vorsitzender und Kreativdirektor bei  AMV aus.
Abbott veröffentlichte 2010 seinen ersten Roman The Upright Piano Player, der 2011 in Deutschland bei dtv erschien. Er arbeitete an seinem zweiten Roman, als er starb. Er war Hobby-Gärtner und besuchte oft die Test-Cricket-Spiele in Spielstätten wie The Oval und Lord’s Cricket Ground in London. Er war Fan des Londoner Fußballvereins FC Millwall aus dem East End Londons.
Abbott war in Filmproduktionen neben andren Tätigkeiten auch als Schauspieler aktiv. Abbot verstarb nach einer Operation am Herzen im Londoner Royal Brompton Hospital. Er hinterließ seine Frau, eine Tochter, drei Söhne und acht Enkelkinder.

## Schriften
- The Upright Piano Player. MacLehose Press, London 2010.
  - deutsch von Peter Torberg: Die späte Ernte des Henry Cage, Roman. dtv, München 2011, ISBN 978-3-423-14167-3.